# گمشده بدون تو
«گمشده بدون تو» (به انگلیسی: Lost Without You) تک‌آهنگی از هنرمند اهل بریتانیا فریا رایدینگز است.